# Alpi Eagles
Alpi Eagles è stata una compagnia aerea italiana con base d'armamento nell'aeroporto "Marco Polo" di Venezia-Tessera. Era stata attivata nel 1996 a Thiene, in provincia di Vicenza, dai piloti della prima e omonima pattuglia acrobatica civile italiana, di cui la società conservò il nome. La pattuglia acrobatica era stata fondata invece nel 1979 sempre a Thiene.
L'azienda fu dichiarata insolvente il 6 marzo 2008 e ammessa all'amministrazione straordinaria. Il 19 maggio 2011 la società fu dichiarata definitivamente fallita dal Tribunale civile di Venezia.

## Storia

### Gli inizi come pattuglia acrobatica civile

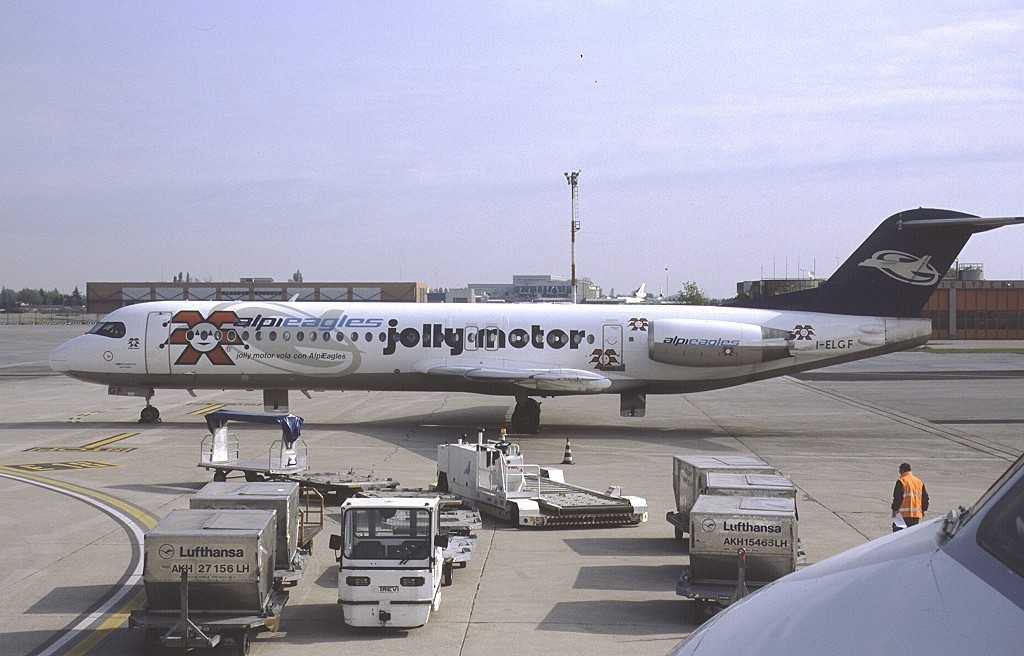
Un Fokker 100 di Alpi Eagles nell'aeroporto di Venezia.

Alla fine degli anni '70 alcuni ex piloti militari delle Frecce Tricolori fondarono la prima pattuglia acrobatica civile italiana. Grazie a finanziamenti ottenuti da un'industria alimentare dell'Alto Vicentino, nel 1981 furono acquistati quattro biplani Pitts Special. L'aeroplano, di costruzione statunitense, aveva conseguito riconoscimenti in moltissime competizioni acrobatiche internazionali, ma si rivelò presto inadatto all'acrobazia aerea collettiva a causa della scarsa visibilità offerta al pilota.

Nel 1983 il velivolo fu sostituito dall'italiano SIAI-Marchetti SF-260; tale macchina rimase in servizio fino all'ultima esibizione, avvenuta a Thiene il 14 ottobre 1990. Parallelamente all'attività acrobatica, a metà degli anni '80 furono acquistati alcuni executive jet, con i quali fu effettuato il trasporto di uomini d'affari. Con l'inizio della liberalizzazione del trasporto aereo di linea anche in Italia, gli executive jet furono venduti perché era nel frattempo maturata l'idea di creare una compagnia aerea vera e propria.

La rete nel 2004-2005.

### Alpi Eagles per i voli di linea
Il progetto prese vita da un'idea del com.te Soddu, che riuscì a reperire nel tessuto economico veneto le risorse necessarie per dare vita alla nuova iniziativa. Presero parte nomi ben conosciuti dell'imprenditoria veneta quali Diesel, Marzotto, Stefanel. Maggiore azionista, presidente e amministratore delegato fu Paolo Sinigaglia, personaggio controverso nel Triveneto per le diverse attività imprenditoriali (Simod) e politiche. Nel 1999 ne divenne anche presidente.
La base di armamento della società fu stabilita nell'Aeroporto "Marco Polo" di Venezia (IATA: VCE, ICAO: LIPZ), mentre gli uffici amministrativi erano a Sant'Angelo di Piove di Sacco (PD). Il codice IATA era E8, quello ICAO ELG, il callsign Alpi Eagles. Dal 10 giugno 1996, con il volo inaugurale Venezia-Roma, Alpi Eagles iniziò ad operare quale vettore privato per il trasporto aereo di linea nazionale collegando principalmente Venezia a Roma, Napoli, Catania, Palermo, Cagliari; la rete internazionale comprendeva Atene, la Spagna, l'Est Europeo e il Nord Europa. La flotta era composta esclusivamente da bireattori Fokker 100.

Da ricordare che alla fine degli anni '90 la società intavolò trattative con Air Dolomiti di Alcide Leali. Tali trattative portarono alla gestione di voli verso Parigi-Charles de Gaulle e Barcellona con macchine Alpi Eagles ma nei colori Air Dolomiti (inoltre vennero rimodellati gli interni su specifiche della società veronese). Data l'alta competizione sulle rotte e le differenti visioni delle due aziende l'accordo non ebbe lunga durata.

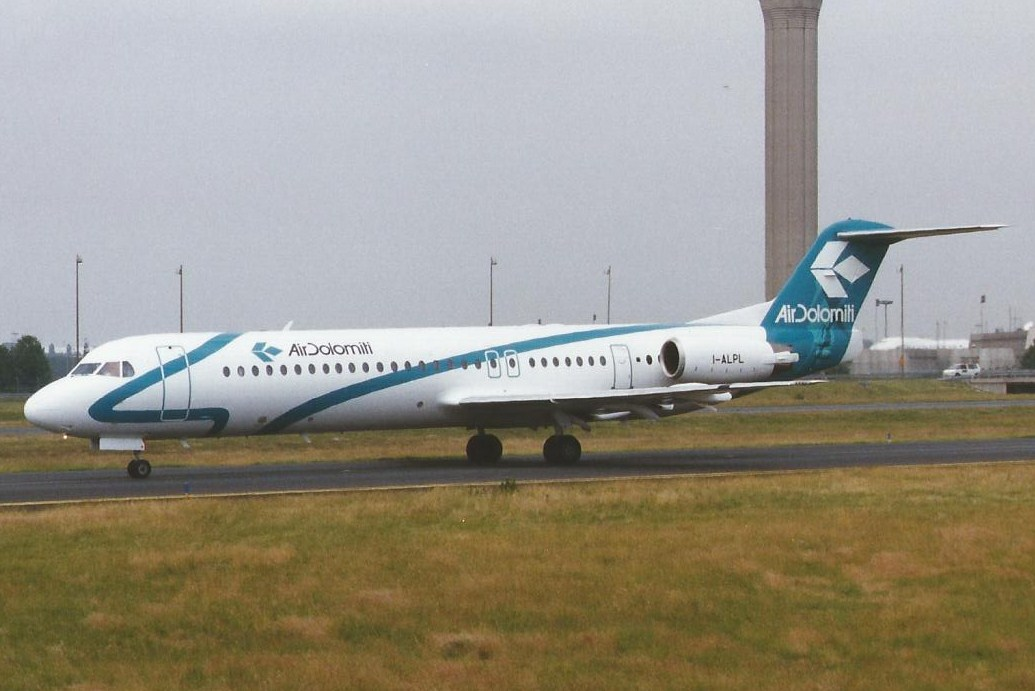
Un Fokker 100 di Alpi Eagles nella livrea Air Dolomiti durante il noleggio nel 1999.

### La crisi e la chiusura
Nel giugno 2007, dopo gravi e frequenti disservizi (ritardi e cancellazioni all'ordine del giorno), l'ENAC aprì un procedimento di sospensione della licenza e del certificato di operatore aereo.
Il procedimento fu archiviato, ma la società era stata sanzionata. Ciò non impedì che, nell'agosto seguente, si ripetessero i medesimi disservizi, con violazione, inoltre, di molti articoli del Regolamento (CE) n. 261/04 a tutela dei passeggeri.
La società operò con una licenza temporanea fino al 20 ottobre 2007, essendole stata revocata quella ufficiale a causa di presunte insolvenze finanziarie, sulla cui sussistenza ci furono le testimonianze di molti responsabili aeroportuali (a partire dal direttore dell'aeroporto di Venezia). Enrico Marchi, presidente della società di gestione SAVE, affermò chevantava crediti per 750.000 €uro; crediti ne vantava anche Eurocontrol, l'ente pubblico europeo a cui le compagnie aeree devono pagare i diritti di sorvolo.
Un ricorso al TAR aveva poi sospeso, in attesa di nuove disposizioni, l'esecutività dei provvedimenti ENAC fino al 25 ottobre 2007. Il passo successivo fu la richiesta di fallimento da parte dei creditori, depositata nel mese di novembre. Il 3 gennaio 2008 l'attività fu bloccata dalle autorità competenti mentre per il personale si ricorse alla cassa integrazione. Il commissario straordinario cercò di preparare un piano di rilancio dell'azienda, la cui presentazione era stata prevista per il mese di aprile. Nello stesso anno il Tribunale di Venezia dichiarò la compagnia in stato di insolvenza. Nel frattempo il sito ufficiale, attraverso il nuovo amministratore Donatella Sartore, lamentava presunte colpevolezze e mancanza di sostegno politico.
A partire dal marzo 2008 varie sentenze del tribunale di Venezia riguardarono Alpi Eagles, con la nomina di due diversi commissari governativi destinati all'amministrazione straordinaria della società. L'ultimo atto dell'azienda si svolse al Tribunale a Venezia. Nel 2010 il commissario dell'amministrazione straordinaria, Gianluca Vidal, chiese il fallimento, ma all'udienza di fine novembre dello stesso anno si presentò l'ex presidente Paolo Sinigaglia che chiese una proroga in quanto asseriva di essere in contatto con potenziali acquirenti. Ciò portò al rinvio dell'udienza fallimentare per due volte, prima a febbraio, poi a maggio del 2011.
Il 3 maggio, alla richiesta dell'impegno di versare 1,5 milioni di euro con un acconto immediato del 10%, pari a 150.000 euro, si oppose solo una nuova richiesta di proroga, a cui questa volta il collegio del Tribunale non aderì, dichiarando il fallimento con successivo decreto.

## Flotta
La flotta era omogenea, in quanto costituita da nove bireattori Fokker F100, aeromobili con certificazione nella CAT III B, che consente operazioni in condizioni di bassissima visibilità.
La rumorosità di questi velivoli è compatibile con le più restrittive normative internazionali e permette quindi di operare su tutti gli aeroporti europei senza limitazioni d'orario.
Per la manutenzione, Alpi Eagles si affidava alla società francese Sabena Technics (già LAB e TAT) basata a Dinard ed alla olandese Fokker Services. Negli ultimi mesi di attività alcune manutenzioni furono effettuate presso la Austrian Technics a Bratislava (SK), mentre per la manutenzione di linea Alpi Eagles era certificata secondo il regolamento Europeo EASA Part 145, avvalendosi quindi di proprio personale.

## Galleria fotografica

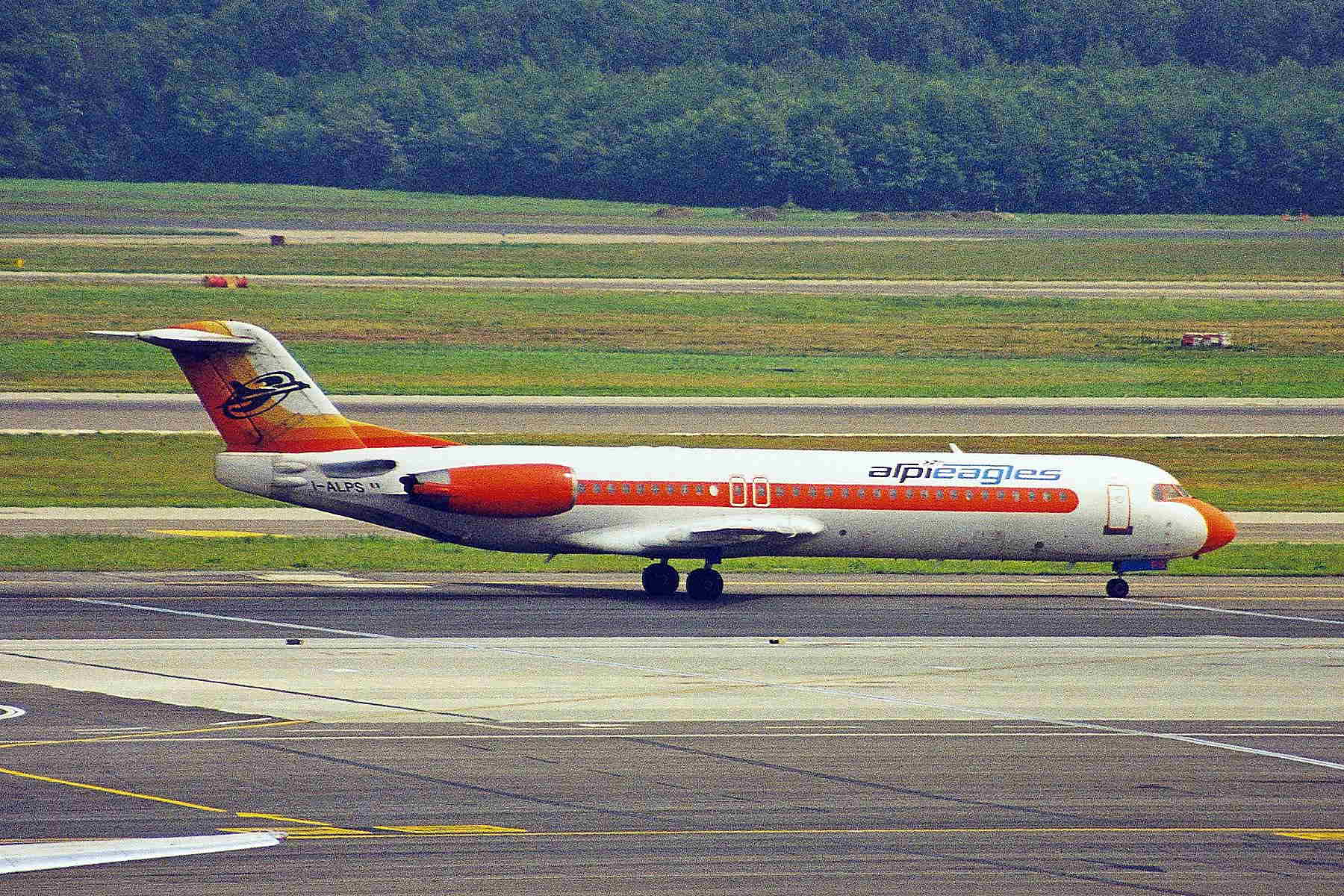
Alpi Eagles Fokker 100 I-ALPS nella prima colorazione
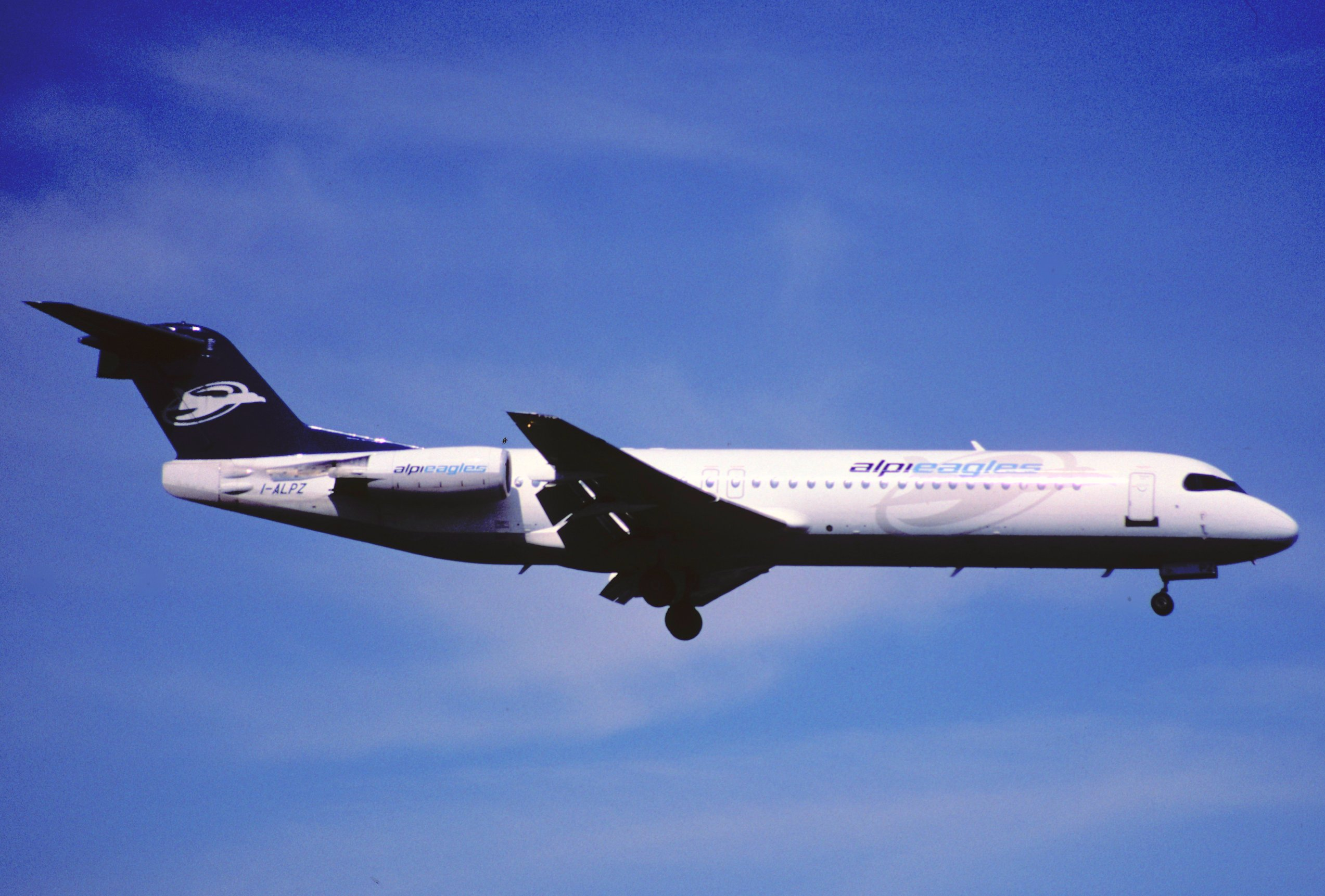
Alpi Eagles Fokker 100 I-ALPZ
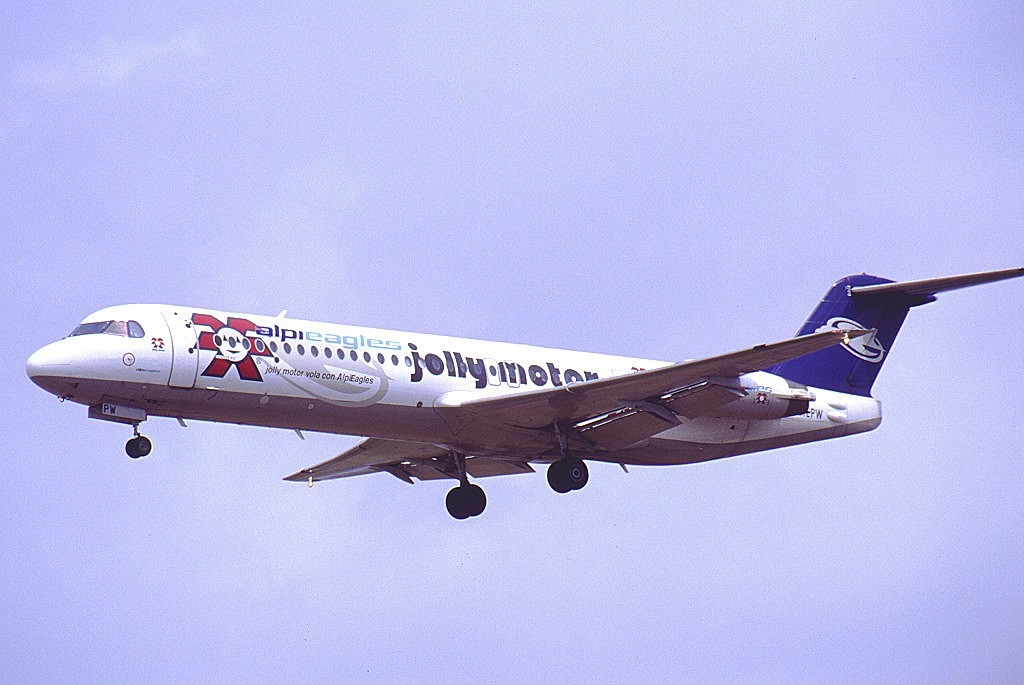
Alpi Eagles Fokker 100 I-ALPW a mo' di striscione pubblicitario
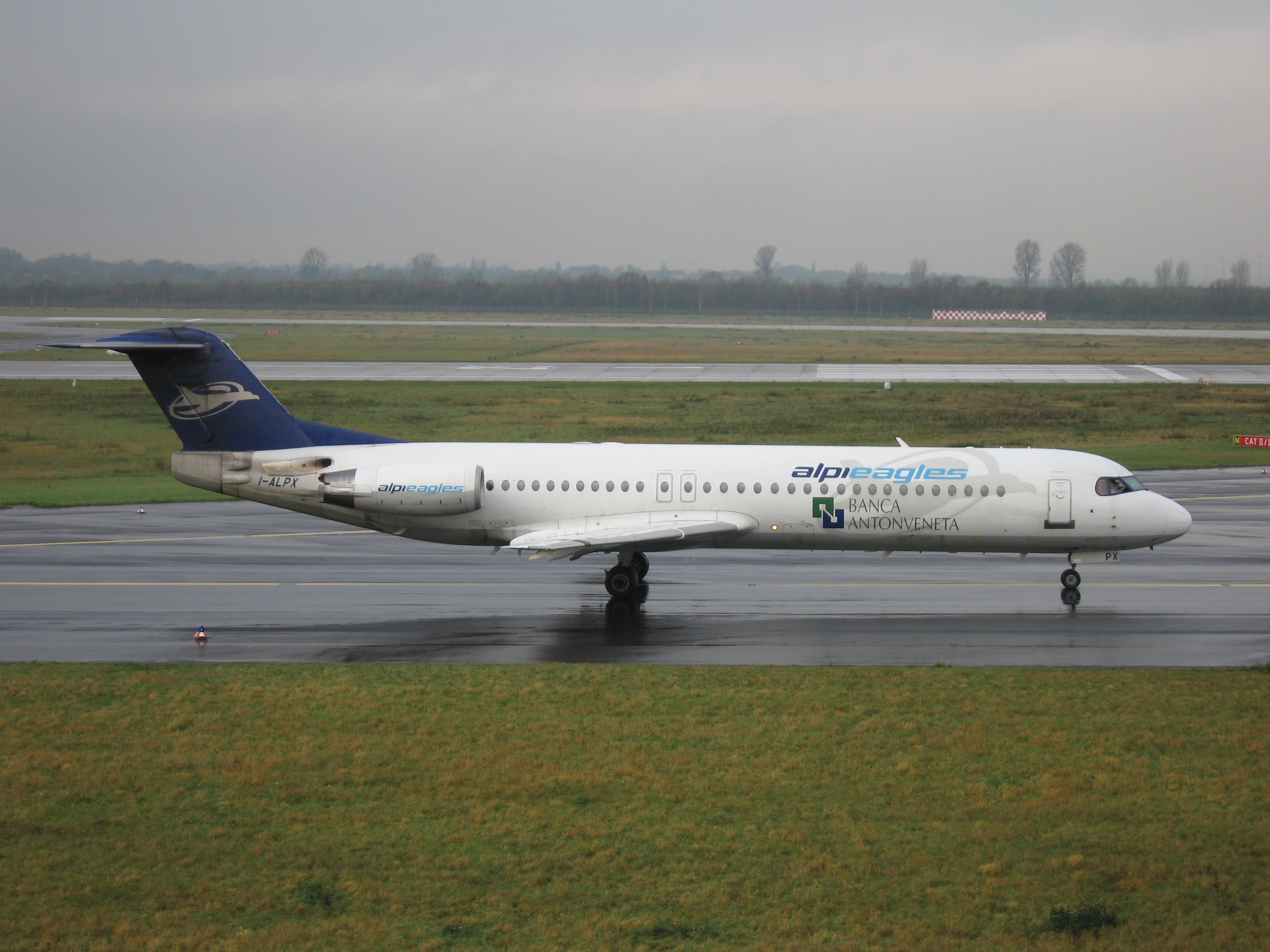
Alpi Eagles Fokker 100 I-ALPX che pubblicizza un istituto di credito
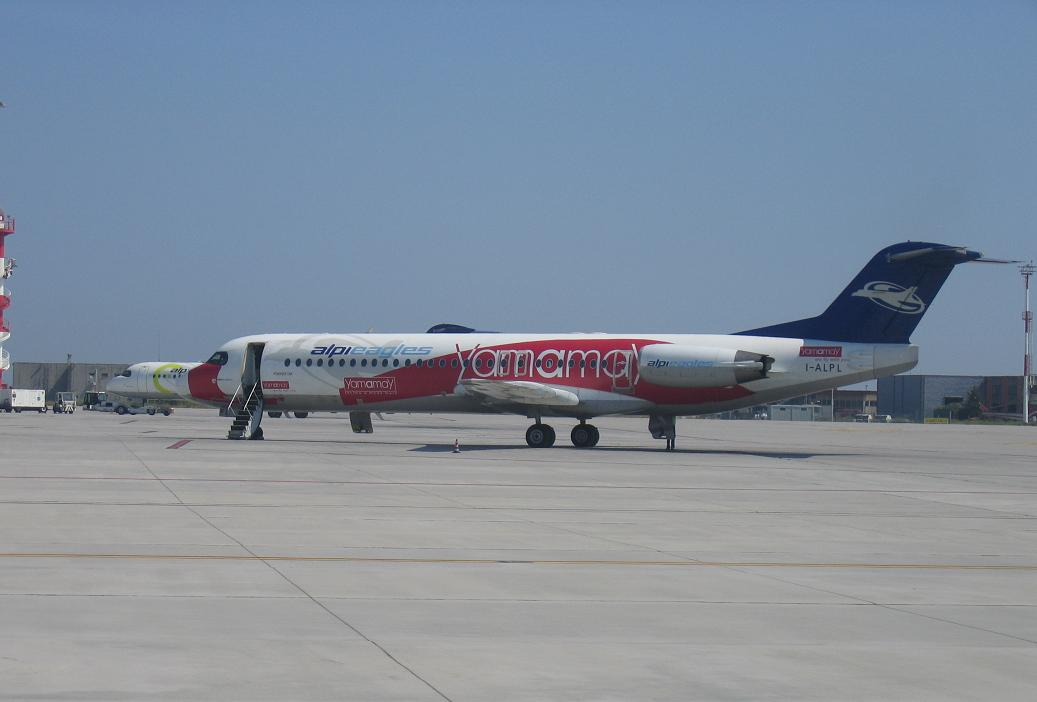
Un Fokker 100 di Alpi Eagles che pubblicizza una griffe femminile

## Incidenti
Un F100 (I-ALPL) in livrea EN con 39 passeggeri ebbe un incidente in fase di atterraggio a Barcellona il 7 novembre 1999, senza però conseguenze per i passeggeri.